# Cerithioderma
Genre
Cerithioderma est un genre de mollusques gastéropodes appartenant à la famille des Capulidae. 

## Liste d'espèces
Selon World Register of Marine Species (28 septembre 2017) :
- Cerithioderma pacifica Dall, 1908
- Cerithioderma tabulata (Tate, 1890) †